# Outbrain
Outbrain est une entreprise informatique fondée en 2006 par Yaron Galai et Ori Lahav en Israël, spécialisée dans la recommandation de liens sponsorisés.
La technique d'Outbrain consiste à installer une technologie de recommandations personnalisées. Elle est utilisée sur divers grands sites médias.

## Histoire
Basée à New York, Outbrain a fait l'acquisition de Ligatus en 2019 et compte des bureaux dans 18 villes à travers le monde pour environ 900 employés. La technologie Outbrain est utilisée par deux grandes catégories de clients avec des objectifs très différents.
En juillet 2019, le journal Le Monde cite Outbrain parmi les plateformes web vendant des produits de faible qualité, à l’aide de publicités douteuses, souvent sous l'étiquette liens sponsorisés, et donne quelques exemples.
Le 3 octobre 2019, Outbrain annonce sa fusion avec son rival Taboola. La transaction est estimée à 250 millions d'euros et 30% des parts. Yaron Galai occuperait un poste de consultant dans la nouvelle entité. En septembre 2020, Taboola et Outbrain rompent les discussions en vue d'une fusion.
En juillet 2024, Altice annonce la vente de Teads à Outbrain pour 1 milliard de dollars. L'opération est finalisée début février 2025, Teads ayant été finalement valorisé à 900 millions de dollars. Outbrain et Teads effectuent une fusion, Teads conservant son nom et ses activités. David Kostman, directeur général d'Outbrain devient directeur général de Teads.